# Yvon Krevé
Yvon Krevé, de son vrai nom Dupé Henry Green, né à Winnipeg, dans le Manitoba, est un rappeur canadien d'origine haïtienne, et de mère canadienne Blackfoot. Il arrive avec sa famille à Longueuil en 1980. Von Von attire initialement l'attention par sa collaboration avec le rappeur Sans Pression à L'étage souterrain.

## Biographie
Son premier album, L’Accent grave, paraît en 2000 et remporte le trophée  MIMI de l'artiste hip hop de l'année et le trophée du Canadian Independent Music Awards pour album francophone de l année toute musique confondue.  La même année, il est nommé à l'ADISQ mais c'est Manifestif de Loco Locass qui gagnera le prix. En 2009, l'album est décrit par le journal La Presse comme l'un des cinq albums qui définissent le rap québécois.
Avec sa vidéo pour la chanson Y.V.O.N.K.R.E.V.É, largement diffusée sur les ondes de MusiquePlus, et la circulation sur Internet de morceaux comme Mon style de dames, la popularité du jeune rappeur monte en flèche. Le deuxième album d'Yvon Krevé, Quand j'rap pas, est publié en 2003, et également proposé à l'ADISQ. En 2006, son troisième album, Le Vet, aussi nommé à l'ADISQ.  

## Discographie

### Albums studio
- 2000 : L'Accent grave
- 2003 : Quand j'rap pas
- 2006 : Le Vet
- 2022 : Grand Cru

### Mixtapes
- 2002 : Les Boys
- 2007 : J'ai pas fini vol.1
- 2008 : Sur mon grind vol.2
- 2010 : Encore sur mon grind vol.3
- 2012 : J'ai un rdv avec le succès vol.4